# Hav tack, käre Jesus, för ordet
Hav tack, käre Jesus, för ordet är en psalmtext med sex verser av Fredrik Engelke.

## Publicerad i
- Lovsånger och andeliga visor 1877 som nr 89 med titeln På vägen hem.
- Svenska Missionsförbundets sångbok 1920 som nr 547 under rubriken "Ordets predikan".
- Sions Sånger 1951 nr 62.
- Sions Sånger 1981 nr 177 med inledningen  Tack, Jesus, ja tack för det ord vi har fått under rubriken "Tack och Lov".